# Samtgemeinde Nordkehdingen
Samtgemeinde Nordkehdingen – gmina zbiorowa położona w niemieckim kraju związkowym Dolna Saksonia, w powiecie Stade. Siedziba administracji gminy zbiorowej znajduje się w mieście Freiburg (Elbe).

## Podział administracyjny
Do gminy zbiorowej Nordkehdingen należą cztery gminy oraz jedno miasto (Flecken):
1. Balje
2. Freiburg/Elbe
3. Krummendeich
4. Oederquart
5. Wischhafen